# Витас
Ви́тас (англ. Vitas; настоящее имя — Вита́лий Вла́дасович Грачёв; род. 19 февраля 1979, Даугавпилс, Латвийская ССР, СССР) — российский эстрадный певец, автор песен, актёр.
Получил известность исполнением музыкальных произведений в разных жанрах фальцетом. Наиболее известные песни в его исполнении — «Опера № 2» и «Седьмой элемент». За время карьеры достиг некоторого международного успеха в странах Восточной Европы и Азии, в том числе в Китае. Лауреат премий «Золотой граммофон» и «Звуковая дорожка». Участник фестиваля «Песня года».

## Биография и творчество
Виталий Владасович Грачёв родился 19 февраля 1979 года в Даугавпилсе (Латвийская ССР). Вскоре он и его семья переехали в Одессу (Украинская ССР), где жил его дед — Аркадий Давыдович Маранцман. Виталий окончил школу № 60 в Одессе. В течение трёх лет учился в музыкальной школе № 3 по классу аккордеона. Работал в театре пластики и голосовой пародии. В детстве освоил движения Майкла Джексона.
Окончив девять классов приехал в Москву, где закончил образование и добился своих первых успехов в карьере. Работал на телеканале ТВ-6, в Одессе познакомился с Сергеем Пудовкиным, который позже стал его продюсером. Сольная музыкальная карьера Витаса началась в декабре 2000 года, когда он и выпустил видеоклип на композицию «Опера № 2», его необычная манера исполнения фальцетом — высоким головным регистром, вызвала интерес публики и принесла популярность.
После дебюта Витаса на российской эстраде у многих слушателей, экспертов и музыкальных педагогов возник вопрос, в чём секрет его удивительного фальцета и каким образом мужчина может петь таким высоким голосом, что звучит у Витаса в композиции «Опера № 2». Публику также волновало, почему артист не поёт в грудном регистре. Продюсер исполнителя Сергей Пудовкин пояснял, что необыкновенные способности Витаса связаны с особенным устройством горла. Однако доцент кафедры вокала Московского педагогического университета Елена Кирашвили обратила внимание, что Витас на низких и средних нотах исполняет не столько пение, сколько речитатив. По мнению эксперта, это характерно для исполнителей, которые профессионально не занимаются вокалом.

Витас изначально задуман как проект, шокирующий публику, но не вокальными данными, а общей ситуацией, которая нагнетается вокруг него. Главную роль здесь играет поддержка СМИ. А вокальные данные Витаса я бы поставил на второе место.
— Аркадий Укупник, 2001
В 2002 году Россией рассматривалась кандидатура Витаса на участие в конкурсе песни «Евровидение-2002»: из 25 кандидатов к концу закрытого отбора остались только Витас, Кристина Орбакайте и группа «Премьер-министр». В итоге оргкомитет остановился на группе «Премьер-министр».
В том же году Витас и Пудовкин по просьбе совета всемирной лиги «Разум вне наркотиков» вошли в попечительский совет лиги и стали её почётными членами.
Бенефис Витаса на Первом канале 10 января 2012 года посмотрели, по данным газеты «Коммерсантъ», более 30 % телевизионной аудитории, что стало в сезоне 2011—2012 годов самым популярным выпуском шоу «Пусть говорят».
По данным на 2013 год, Витас за карьеру сделал несколько сольных программ и объездил с ними десятки стран мира. Также певец снялся в фильме «Мулан» (производство КНР). Официальный фан-клуб Витаса в Китае насчитывает более 1 миллиона человек, в Шанхае установлена статуя в честь него.
Он исполнял дуэты с такими певцами, как Николай Гнатюк (песня «Птица счастья»), Демис Руссос, Лучо Далла, и со своим дедом по отцу А. Д. Маранцманом, с которым пел песню «Дружба».
Витас является гражданином Украины и России, зарегистрирован по месту жительства в Одессе. Живёт в Подмосковье, в особняке на Рублёвском шоссе. Также имеет дом в Китае.

## Семья
- Дед — Аркадий (Абрам[22]) Давыдович Маранцман (1923—2013)[23]
- Отец — Владас Аркадьевич Грачёв (1947—2020)
- Мать — Лилия Михайловна Грачёва (1951—2001)[24]
- Жена[25] — Светлана Гранковская (род. 1984)[26] (с 2006 года)
- Дочь — Алла (род. 2008)
- Сын — Максим (род. 2015)[27]
- Дочь — Алиса (род. 2021)

## Дискография

### Студийные альбомы
- «Философия чуда» (2001)
- «Улыбнись!» (2002)
- «Мама» (2003)
- «Песни моей мамы» (2003)
- «Поцелуй длиною в вечность» (2004)
- «Возвращение домой» (2006)
- «Криком журавлиным: возвращение домой», часть 2 (2007)
- «Хиты XX века» (2008)
- «Скажи, что ты любишь» (2009)
- «Шедевры трёх веков» (2010)
- «Мама и сын» (2011)
- «Только ты: история моей любви», часть 1 (2013)
- «Я подарю тебе весь мир: история моей любви. Часть 2» (2014)
- «Made in China» (2016)
- «Бит Бомбит» (2019)

### Сборники
- «The best» (Тайвань, 2007)
- «The best» (КНР, 2007)
- «The best 2» (КНР, 2007)
- «Audio visual connect series» (2008)
- «Grand collection» (2010)
- «Романсы» (2011)

### Синглы
- «Опера № 2» (2001)
- «Good bye» (2001)
- «That song» (2015)
- «Делала» (2019)

## Видеография
| Год  | Клип                        | Режиссёр           | Альбом                                                |
| ---- | --------------------------- | ------------------ | ----------------------------------------------------- |
| 2000 | «Опера № 2»                 | Юрий Грымов        | «Философия чуда»                                      |
| 2001 | «Опера № 1»                 | Сергей Кальварский | «Философия чуда»                                      |
| 2001 | «Блаженный гуру»            | Сергей Кальварский | «Улыбнись!»                                           |
| 2002 | «Улыбнись!»                 | Артур Гимпель      | «Улыбнись!»                                           |
| 2003 | «Звезда»                    | Максим Рожков      | «Мама»                                                |
| 2003 | «Мама»                      | Михаил Рогожин     | «Мама»                                                |
| 2004 | «Птица счастья»             |                    | «Песни моей мамы»                                     |
| 2004 | «Поцелуй длиною в вечность» | Георгий Тоидзе     | «Поцелуй длиною в вечность»                           |
| 2005 | «Берега России»             | Владимир Якименко  | «Возвращение домой»                                   |
| 2006 | «Lucia di Lammermoor»       | Владимир Якименко  | «Возвращение домой»                                   |
| 2006 | «Криком журавлиным»         | Владимир Якименко  | «Криком журавлиным: возвращение домой»                |
| 2007 | «Ямайка»                    |                    | «Криком журавлиным: возвращение домой»                |
| 2009 | «Люби меня»                 | Назим Фаийкович    | «Скажи, что ты любишь»                                |
| 2009 | «La donna è mobile»         | Назим Фаийкович    | «Шедевры трёх веков»                                  |
| 2011 | «Раз, два, три»             | Владимир Якименко  | «Только ты: история моей любви»                       |
| 2012 | «Фронтовики»                | Витас              | «Только ты: история моей любви»                       |
| 2012 | «Мне бы в небо»             | Владимир Лерт      | «Только ты: история моей любви»                       |
| 2013 | «Я подарю тебе…»            | Светлана Грачёва   | «Я подарю тебе весь мир: история моей любви», часть 2 |
| 2016 | «Делю любовь на доли»       | Александр Солоха   | --                                                    |
| 2018 | «Roll with the beat»        | Carlos J. Ramsey   | --                                                    |
| 2018 | «Подари мне любовь»         | Пётр Дранга        | «Бит Бомбит»                                          |
| 2018 | «Симфония»                  | Пётр Дранга        | «Бит Бомбит»                                          |
| 2019 | «Делала»                    | Витас              | «Бит Бомбит»                                          |

## Фильмография
- 2003 — Евлампия Романова. Следствие ведёт дилетант — певец Лео Ско (в эпизоде «Сволочь ненаглядная-3»)
- 2003 — Семь Джульетт и два Ромео (короткометражный) — продюсер
- 2005-2006 (Сумасшедший день) — Страсти по кино — певец Ляпа Отвязный
- 2009 — Мулан (КНР) — Гудэ
- 2010 — Последний секрет мастера (КНР, Россия) — камео
- 2011 — Создание партии (КНР) — Григорий Войтинский
- 2012 — Стать звездой (КНР) — Витас

## Инциденты
Витас известен в России также рядом резонансных инцидентов, по итогам расследования которых ему пришлось отвечать в порядке уголовной и административной ответственности. Так в 2003 году в его отношении было возбуждено уголовное дело по ч. 4 ст. 222 УК РФ (незаконный сбыт оружия). Тогда, по утверждению прокурора, дело на Грачёва было закрыто в связи с его деятельным раскаянием.

### ДТП 10 мая 2013 года
10 мая 2013 года в Москве Грачёв на своём автомобиле совершил наезд на велосипедистку Ольгу Холодову вблизи ВВЦ. Доставленный в отдел полиции певец сдал сотрудникам макет пистолета Макарова. После инцидента обнародована видеозапись, на которой видно, как Витас наносит удар ногой одному из полицейских, и слышно, как он нецензурно оскорбляет оперативников. В ходе расследования выяснилось, что ещё в 2007 году постановлением суда РФ Грачёв был лишён права управлять автомобилем на 23 месяца за вождение в нетрезвом виде. В 2008 году Грачёв, являясь гражданином Украины, получил новое водительское удостоверение данного государства, но снова нарушил правила дорожного движения — выехал на встречную полосу. 27 мая за отказ пройти мед. освидетельствование согласно ч. 1 ст. 12.26 КоАП РФ Грачёв решением мирового судьи судебного участка № 414 Останкинского района Москвы лишён водительских прав на 1,5 года; 18 июля Грачёву предъявлено окончательное обвинение: применение насилия в отношении представителя власти. В ходе следственных действий Грачёв полностью признал свою вину и сотрудничал со следствием. 26 августа 2013 года Останкинский суд Москвы признал певца виновным в совершении преступления, предусмотренного ст. 318 УК РФ, и приговорил его к штрафу в сто тысяч рублей по эпизоду с ударом полицейского.

### Стрельба 21 марта 2018 года
21 марта 2018 года Грачёв устроил стрельбу из стартового пистолета во дворе своего дома на Рублёвке в поселке Барвиха. Выстрелы продолжались в течение пяти часов и вызвали опасения у соседей. Приехавшим сотрудникам полиции Витас отказался открывать дверь, продолжив стрельбу. В результате полицейские взломали дверь и доставили певца в отдел полиции, где на него был составлен административный протокол. Освидетельствование на состояние алкогольного опьянения Грачёв проходить отказался. При осмотре его участка было обнаружено 45 гильз, четыре патрона и сигнальный пистолет. По словам соседей певца, это не первая подобная стрельба, которую он устраивал в своём дворе.
27 марта 2018 года Одинцовский городской суд назначил Грачёву по статье 20.1 КоАП (мелкое хулиганство) семь суток ареста, которые он отбывал в Истринском спецприёмнике, ранее ему был выписан штраф в размере 500 рублей.

### Конфликт в караоке-клубе с чиновником 23 октября 2022 года
23 октября 2022 года в Москве в караоке-клубе на Садовой-Кудринской улице Грачёв поссорился с чиновником одного из федеральных министерств, сделал ему замечание, используя нецензурную лексику. В ходе конфликта музыкант распылил в глаза собеседнику перцовый баллончик. Участников конфликта разняла охрана. Витас быстро уехал, а чиновник отправился в травмпункт, где у него диагностировали химический ожог глаз. Пострадавший написал заявление в полицию. В отношении Витаса возбуждено уголовное дело о причинении лёгкого вреда здоровью. В ходе следствия дело было закрыто ввиду примирения сторон.